# 李文英 (化工专家)
李文英，太原理工大学教授，主要从事煤的物理化学结构与煤热解气化反应性、煤基多联产系统设计等方面的研究工作。入选中华人民共和国教育部2009年度"长江学者"特聘教授、中国国家第二批“万人计划”。